# Marc-Antoine de Dampierre
Marc-Antoine Marquis de Dampierre (* 26. Dezember 1676 in Pisseleu bei Beauvais; † 17. Juni 1756 in Versailles) war Herr von Dampierre-Saint-Nicolas, Jagdmeister unter Ludwig XV. und ein berühmter Bläser der Trompe de Chasse, für die er zahlreiche Fanfaren schrieb.

## Leben und Wirken
Er war Page bei der Grande Mademoiselle und dann beim Herzog und der Herzogin von Maine in Sceaux und lernte dort das Jagdhornblasen und die Jagd. Er wurde Gentilhomme (Edelmann) des Herzogs, 1698 nach dem Tod seines Vaters Marquis und übernahm 1709 die Aufsicht über dessen Jagden. 1722 wurde er Gentilhomme des Menus-Plaisirs (Edelmann der kleinen Freuden) beim König und für dessen Jagden zuständig. In dieser Funktion hatte er ein eigenes Zimmer in den Schlössern Fontainebleau, Rambouillet, St. Germain und Compiègne.
1723 komponierte er seine erste Fanfare Royale au bois de Boulogne, nachdem er ein geeignetes Jagdhorn in Zusammenarbeit mit Kupferschmieden in Paris weiterentwickelt hatte (à la Dampierre mit anderthalbfacher Drehung). Zur Geburt des Thronfolgers (Dauphin) 1729 entwickelte er ein enger gewundenes Jagdhorn (à la Dauphin, mit zweieinhalbfacher Windung). Er erhielt 1729 das Kommando der Equipage der Hasenjagd des Königs und 1738 der Damwildjagd. Er setzte seine Beteiligung an den königlichen Jagden bis ins hohe Alter fort. Nach den Memoiren des Duc de Luynes soll er noch mit 73 Jahren gejagt haben.
Er war als Jagdhornvirtuose berühmt und trat auch in Orchesteraufführungen am Hof auf, zum Beispiel in der Symphonie guerrière von André Danican Philidor. Zu seinen bekannten Fanfaren gehören  La Dampière, La Royale (nur in Anwesenheit des Königs gespielt), La Prince de France (nur gespielt falls einer der Prinzen von königlichem Geblüt anwesend war) und Les Honneurs du pied. Sechsundzwanzig seiner Fanfaren wurden als Anhang zu einem Gedichtband von Jean Serré de Rieux (1668–1747) 1734 veröffentlicht, eine zweite Sammlung von 1756 enthielt 33 Fanfaren.
Er heiratete 1705 in Versailles Justine Colomès.
Er war ein guter Musiker, der auch Geige, Viola da Gamba und Querflöte spielte und mit Komponisten wie Jean-Joseph Mouret, Michel-Richard Delalande, Nicolas Bernier, André Campra und Jean-Joseph Cassanéa de Mondonville befreundet war. In Sceaux (das für seine Feste berühmt war) und Versailles nahm er auch an Theateraufführungen teil.